# Spin the Black Circle
Spin the Black Circle è una canzone dei Pearl Jam, estratta dal loro terzo album Vitalogy. La canzone parte con una sola chitarra che suona le corde potenti in maniera veloce, mentre dopo si introduce una seconda chitarra e Eddie Vedder inizia a cantare, utilizzando il growl e lo scream per tutto il resto della canzone. Il riff della chitarra principale ricorda quello di "Beyond The Threshold" degli Hüsker Dü, estratta dall'album Zen Arcade.
"Spin the Black Circle" vinse un Grammy per la Best Hard Rock Performance nel 1996, l'unico che i Pearl Jam abbiano mai vinto. La canzone è stata inserita nel greatest hits del gruppo, Rearviewmirror: Greatest Hits 1991-2003.
Secondo Vedder, la canzone parla dell'amore per i vecchi dischi in vinile, amati dalla band. Il 1º luglio del 2003, in uno show a Bristow, Virginia, il cantante dichiarò: "Questa canzone riguarda i vecchi dischi, i vecchi dischi, tutti ricordano i vecchi dischi?"
La canzone gioca sulle affinità tra la dipendenza da droghe e quella da dischi e musica, siccome gran parte del testo può essere interpretata in entrambi i modi. Non è chiaro quanto voglia essere un serio paragone tra i due diversi tipi di dipendenza e quanto sia semplicemente teso a rendere il testo ambiguo, e perciò più interessante. Jon Pareles del New York Times ha fatto riferimento a "Spin the Black Circle" come a "una delle poche canzoni provenienti da Seattle in cui l'ago non ha nulla a che fare con l'eroina."

## Formati e tracklist
- Compact Disc Single (USA, Europa, Australia, Canada)

1. "Spin the Black Circle" (Abbruzzese, Ament, Gossard, McCready, Vedder) – 2:48
2. "Tremor Christ" (Abbruzzese, Ament, Gossard, McCready, Vedder) – 4:10

- 7" Vinyl Single (Paesi Bassi e USA)

1. "Spin the Black Circle" (Abbruzzese, Ament, Gossard, McCready, Vedder) – 2:48
2. "Tremor Christ" (Abbruzzese, Ament, Gossard, McCready, Vedder) – 4:10

- Cassette Single (Regno Unito e Australia)

1. "Spin the Black Circle" (Abbruzzese, Ament, Gossard, McCready, Vedder) – 2:48
2. "Tremor Christ" (Abbruzzese, Ament, Gossard, McCready, Vedder) – 4:10